# Cophixalus monosyllabus
Cophixalus monosyllabus es una especie de anfibio anuro de la familia Microhylidae.

## Distribución geográfica
Esta especie es endémica de las montañas Fakfak en Papua Occidental, Indonesia. Se encuentra entre los 400 y 700 m de altitud.

## Descripción
Cophixalus monosyllabus mide de 20.5 a 24.5 mm para los machos.

## Etimología
El nombre de su especie, proviene del griego monosyllabos, que significa "monosilábico", y le fue dado en referencia a su llamado basado en una nota uniforme de frecuencia dominante a 2.8 kHz. 

## Publicación original
- Günther, 2010 : Another new Cophixalus species (Amphibia: Anura: Microhylidae) from western New Guinea. Bonn Zoological Bulletin, vol. 57, n.º 2, p. 231-240[3]